# جون جوزيف سوليفان
جون جوزيف سوليفان (بالإنجليزية: John Joseph Sullivan)‏ هو كاهن كاثوليكي أمريكي، ولد في 5 يوليو 1920، وتوفي في 11 فبراير 2001.